# PAE Astéras Trípolis
Maillots
Actualités
Le Athlitikós Gymnastikós Sýllogos Astéras Trípolis Podosfairiki Anonymi Etaireia (en grec moderne : Αθλητικός Γυμναστικός Σύλλογος Αστέρας Τρίπολης Ποδοσφαιρική Ανώνυμος Εταιρεία) est un club grec de football fondé en 1931 et basé dans la ville de Tripoli, dans le Péloponnèse.

## Historique
Bien sa fondation date de 1931, l'histoire moderne de l’Astéras Trípolis débute réellement à partir de 1978.
Le club est le plus populaire de la province d'Arcadie, le mieux structuré, et menant une politique de formation reconnue.
Invaincu à domicile entre 2001 et novembre 2006, Asteras Tripolis passe de la Gamma Ethniki à l'élite du football Grec, la Superleague en trois saisons seulement.
Le club reste célèbre pour avoir réussi un exploit unique dans l'histoire du football grec, avoir dominé pour sa première saison au plus haut niveau les quatre « grands » du championnat, Olympiakós Le Pirée, Panathinaïkós, AEK, et le PAOK Thessalonique.

## Palmarès et statistiques

### Palmarès
| Compétitions nationales | Compétitions régionales |
| - Championnat de Grèce : - Meilleur classement : 3e en 2014-15. - Coupe de Grèce : - Finaliste : 2012-13. - Championnat de Grèce D2 : - Champion : 2006-07. - Championnat de Grèce D3 : - Champion : 2005-06. - Championnat de Grèce D4 : - Champion : 2004-05. - Coupe de Grèce : - Finaliste : 2013 | - Championnat d'Arcadie (8) : - Vainqueur : 1957-58, 1958-59, 1959-60, 1960-61, 1961-62, 1987-88, 1989-90 et 2002-03. - Coupe d'Arcadie (4) : - Vainqueur : 1988-89, 1989-90, 2003-04 et 2004-05. |

## Joueurs et personnalités du club

### Présidents du club
| - Giannis Panagogiannopoulos - Giannis Kaimenakis | - Vagelis Kritikos - Georgios Borovilos |

### Entraîneurs du club
Le tableau suivant présente la liste des entraîneurs du club depuis 2004.
| Rang | Nom                   | Période   |
| ---- | --------------------- | --------- |
| 1    | Giannis Petrakis      | 2004-2006 |
| 2    | Lysandros Georgamlis  | 2006      |
| 3    | Giannis Papakostas    | 2006      |
| 4    | Paulo Campos          | 2006-2008 |
| 5    | Panagiotis Tzanavaras | 2008      |
| 6    | Carlos Carvalhal      | 2008      |
| 7    | Nikos Kostenoglou     | 2008-2009 |
| 8    | Mario Gómez           | 2009      |
| 9    | Vangelis Vlachos      | 2009-2011 |
| 10   | Pavlos Dermitzakis    | 2011      |

| Rang | Nom                       | Période   |
| ---- | ------------------------- | --------- |
| 11   | Óscar Fernández           | 2011      |
| 12   | Horácio Gonçalves         | 2011      |
| 13   | Sakis Tsiolis             | 2011-2013 |
| 14   | Staikos Vergetis          | 2013-2016 |
| 15   | Makis Chavos              | 2016      |
| 16   | Dimítrios Eleftherópoulos | 2016-2017 |
| 17   | Apostolos Charalampidis   | 2017      |
| 18   | Staikos Vergetis          | 2017      |
| 19   | Savvas Pantelidis         | 2017-2018 |
| 20   | Georgios Paraschos        | 2018-2019 |

| Rang | Nom            | Période |
| ---- | -------------- | ------- |
| 21   | Borja Jiménez  | 2019    |
| 22   | Milan Rastavac | 2019-   |

### Joueurs emblématiques du club
- Athanasios Kostoulas
- Dimitris Kourbelis
- Márton Fülöp
- Fernando Usero
- Rubén Rayos
- Salim Arrache
- Dorin Goian
- Jaouad Zaïri
- Khalifa Sankaré
- Patrick Zoundi
- Roudolphe Douala
- Fritz Emeran
- Emanuel Perrone

## Stade
Le stade actuel, construit en 1979, compte un peu plus de 7 000 places, le record d'affluence fut atteint le 27 novembre 2011 lors de la réception de l'Olympiakos Le Pirée, avec 6 150 spectateurs payants.
Un stade de 15 000 places est en construction et devrait être opérationnel pour la saison 2012/2013, bien que la construction soit achevée, il n'est pas homologué, et sert pour l'heure de terrain d'entrainement à l'équipe.

## Logos

Logo jusqu'en 2020
Logo depuis 2020